# Марко Корнаро

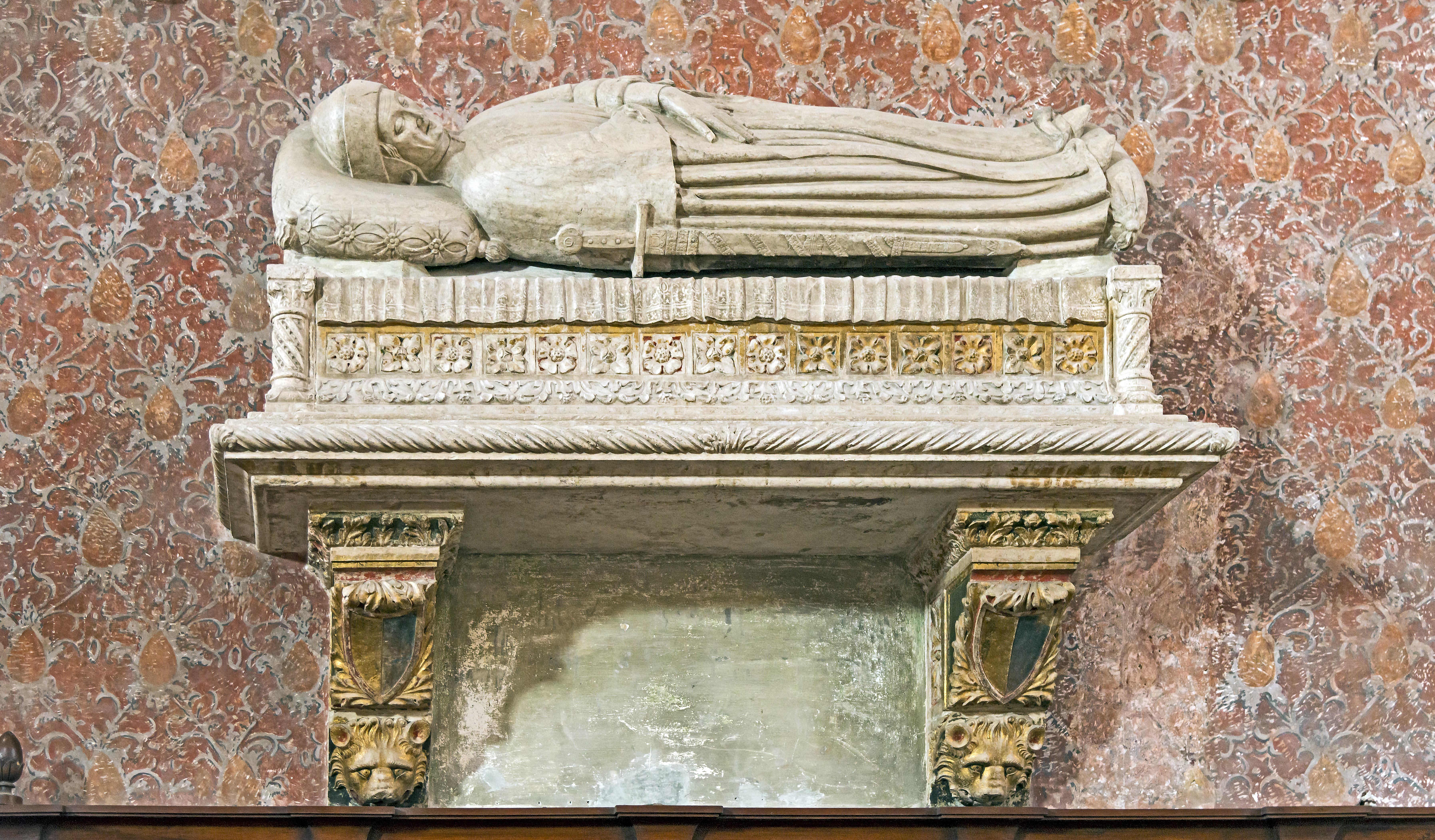
Його могила у Венеції.

Марко Корнаро (італ. Marco Cornaro) — 59-й венеційський дож у 1365—1368 роках.

## Біографія
Належав до однієї зі старіших та багатших патриціанських родин, що входило до «дванадцяти апостольських», і згідно легенди походили від давньоримських Корнеліїв. Син Джованні Корнаро, багато лихваря. Здобув власні статки завдяки торгівлі з Мамлюцьким султанатом. 1327 року стає радником дожа. У червні 1328 року призначено послом до ільхана Багадур-хана. У 1329 році стає байло Константинополя. У січні 1332 року увійшов до комісії трьох мудрих (савіо) щодо вирішення стосунків з сарацинами.
У 1336—1337 роках брав участь у військових діях проти Альберто II делла Скала, правителя Падуї. після повалення останнього 1 вересня 1337 року стає подестою Падуї (до лютого 1338 року).
1340 року вирішив суперечку між нобілями Удіно. 21 червня 1344 року його було призначено ректором (намісником) Зари, де перебував до 1345 року, коли населення повстало проти венеційського панування. Корнаро ледве врятувався. У 1347—1350 роках обіймав посаду герцога (намісника) Криту. У 1352 році разом з Нікколо Пізані брав участь у війні проти Генуї. У 1353 році разом з Марино Фальєро очолював посольство до угорського короля Людовика I та імператора Карла IV. Останній 14 березня 1353 року у Відні висвятив Корнаро на лицаря.1354 року брав участь у перемовинах з імператором стосовно укладання мирного угоди з Генуєю.
Корнаро відіграв важливу роль у розкритті та придушенні спроби державного заколоту 1355 року, здійсненої дожем Марино Фальєро. Після розкриття змови та страти змовників його 17 жовтня було призначено віцедожем, де перебував до 21 червня. 1 вересня стає подестою Падуї (до 13 червня 1356 року). 1361 року програв вибори на посаду дожа Лоренцо Челсі.
18 липня 1365 року було обрано на посаду дожа, незважаючи на звинувачення опонентів щодо його похилого віку, низького походження дружини та дружби з іноземними князями. Після обрання, на відміну від своїх попередників, він встановив шанобливу позицію щодо державних органів Венеції.
Протягом двох з половиною років свого правління Венеція не зазнала значних змін чи війн, хоча втратила острови Хіос та Лесбос і місто Фокея на користь Генуезької республіки. Йому вдалося відновити венеціанську торгівлю з Мамлюцьким султанатом, переконавши Урбана V скасувати заборону на стосунки з невірними. 
Дож наказав побудувати крило Палацу дожів на боці, що звернений до собору Святого Марка. Після перемог над повсталими греками Криту наказав його населити новими венеційцями.
Марко Корнаро помер рано вранці 13 січня 1368 року. Його було у соборі Санті-Джованні-е-Паоло.